# Erich Carl Walter
Pour les articles homonymes, voir Walter.
Erich Carl Walter est un entomologiste allemand, né le 11 juin 1903 à Schwaan et mort le 22 décembre 1990.

## Biographie
Il est le fils de Carl Walter (1878-1932) et d’Alwina Gaiser Walter (1883-1958). son père démissionne de son poste de fonctionnaire pour partir s’installer en Californie, à Anaheim, colonie fondée en 1858 par des expatriés allemands. C’est son père, amateur de papillons, qui initie son fils à l’entomologie.
Le père et le fils deviennent des membres actifs de la Lorquin Entomological Society, hébergé par le Muséum d'histoire naturelle du comté de Los Angeles. Ils deviennent des récolteurs réputés pour les espèces rares qu’ils découvrent. Leur riche collection est totalement détruite lors d’un incendie durant la nuit du 27 mai 1932. Carl subit un choc immense, voyant l’œuvre de sa vie détruite et meurt peu après.
Erich étudie la physique et les mathématiques et obtient, en 1927, un travail dans un magasin d’électricité d’Anaheim. En 1953, il devient fonctionnaire de la ville jusqu’à son départ à la retraite en 1963. Il se marie, le 11 août 1957, avec une de ses amies d’enfance, Esther Leuschner, qui meurt en 1960. Il se remarie le 5 novembre 1972 avec Velda Patrick.
Erich avait reconstitué une collection de papillon et s’y consacre entièrement dès son départ à la retraite. Il s’intéresse notamment à l’hybridation artificielle dans le genre Papilio. Il lègue sa collection, riche de plus de 14 000 spécimens au département d’entomologie de la California Academy of Sciences en 1991.

## Source
- John W. Johnson (2001). A Tribute to the Lepidopterists Erich Carl Walter (1903-1990) and his Father Carl Walter (1878-1932), Myia, 6 : 213-218.